# Acraea andromacha
Acraea andromacha är en fjärilsart som beskrevs av Fabricius 1775. Acraea andromacha ingår i släktet Acraea och familjen praktfjärilar. Inga underarter finns listade i Catalogue of Life.

## Bildgalleri

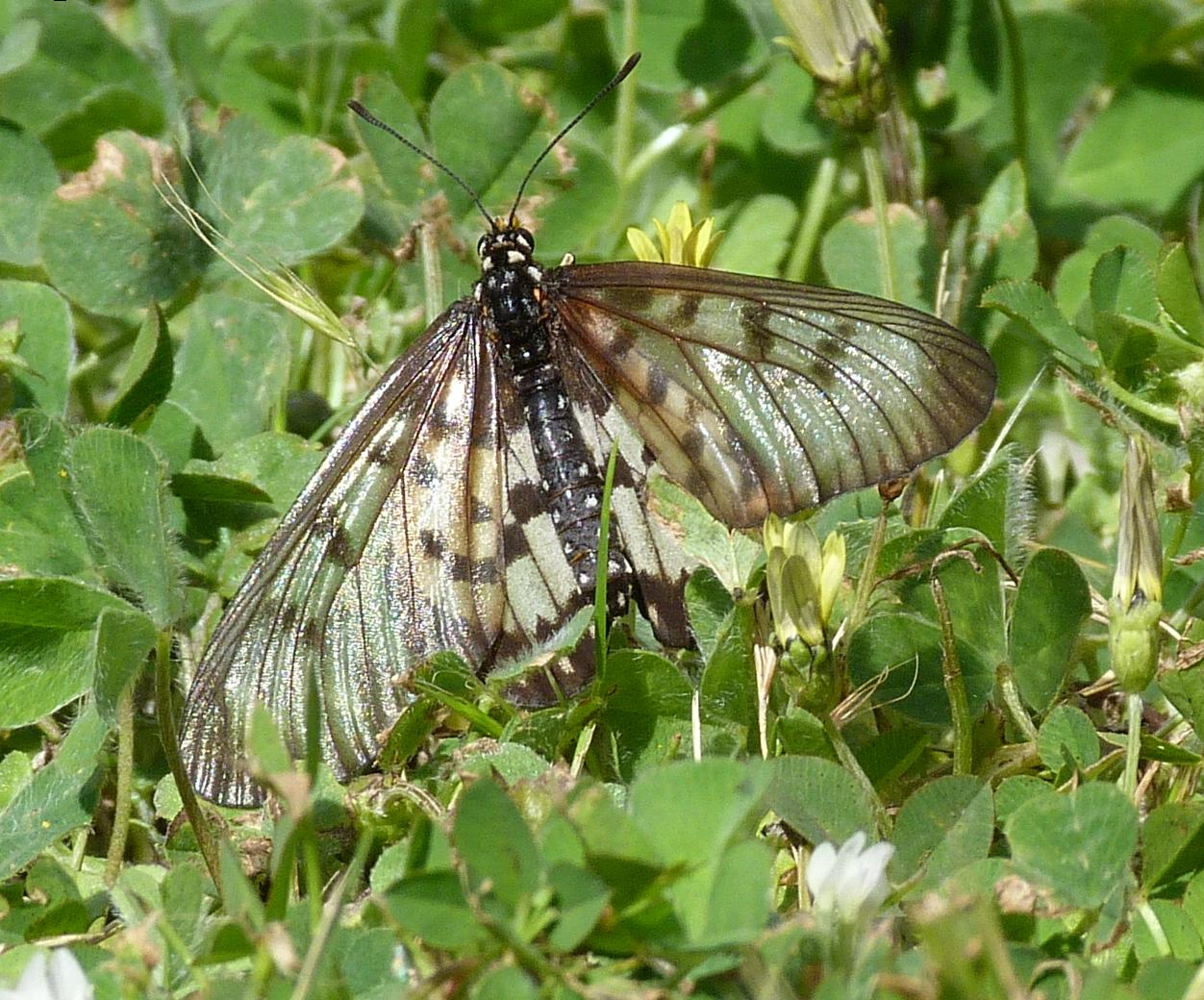
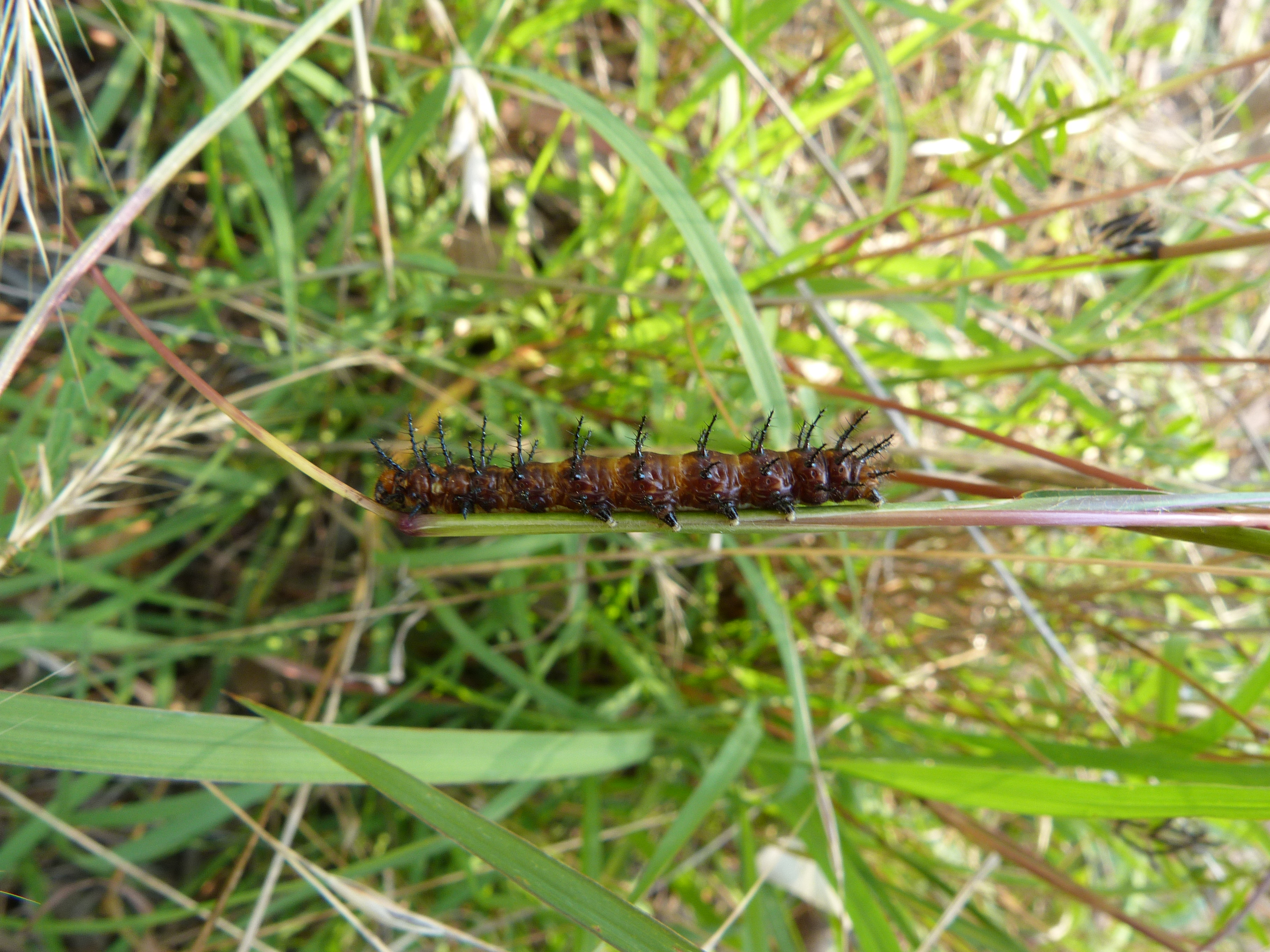
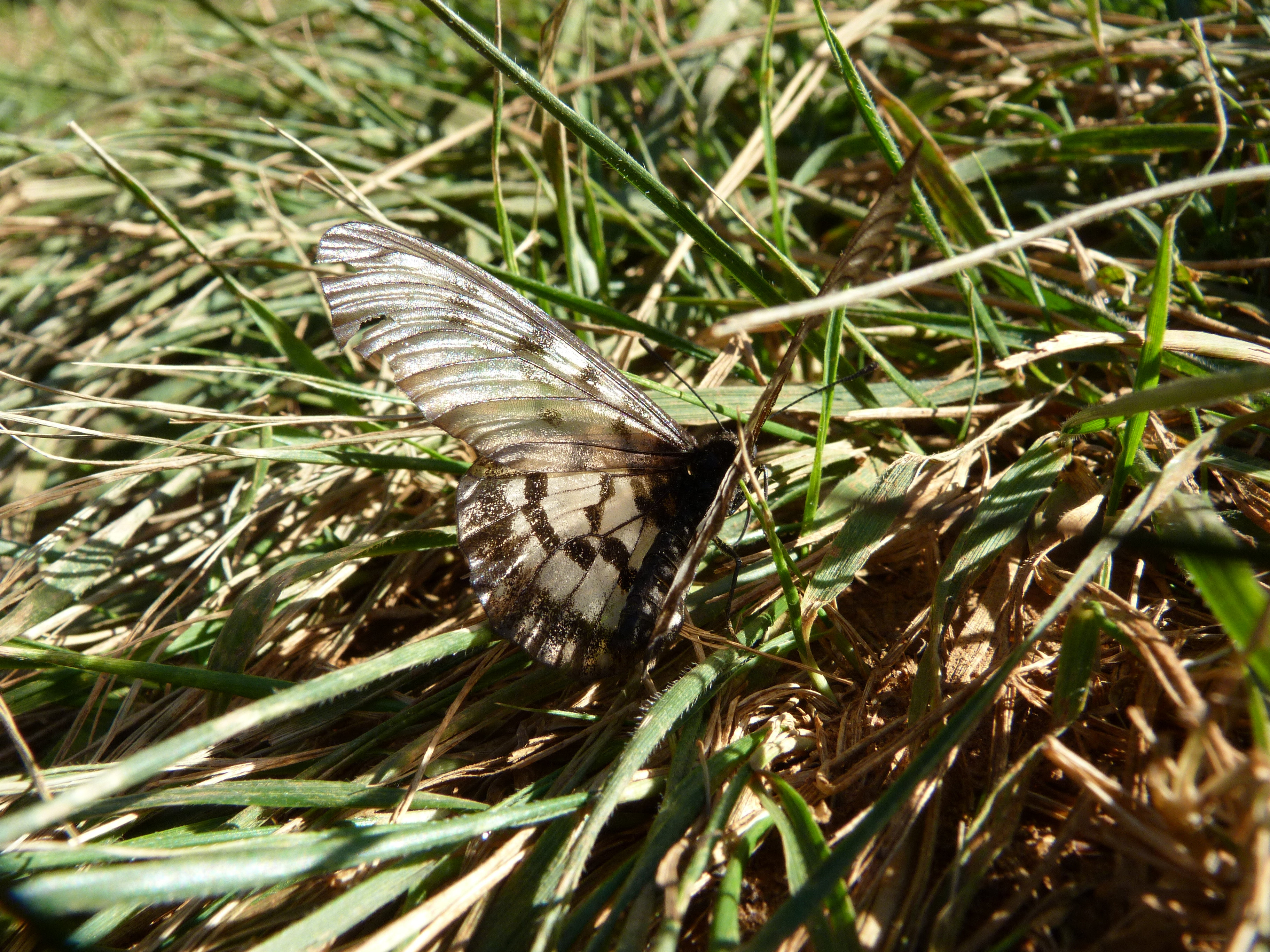
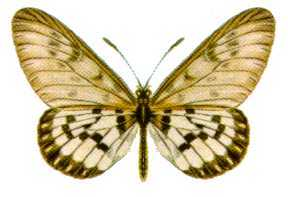